# Móng Cái
Móng Cái wymowaⓘ – miasto w północnym Wietnamie, w prowincji Quảng Ninh, w regionie Północny Wschód. Miasto leży przy granicy z Chińską Republiką Ludową. Ludność wynosi około 78 000 mieszkańców.